# 潭埠镇
潭埠镇，是中华人民共和国江西省宜春市万载县下辖的一个乡镇级行政单位。

## 行政区划
潭埠镇下辖以下地区：
潭埠街社区、新开村、陂田村、山塘村、濠田村、池溪村、天扬村、芳林村、段源村、茵果村、排江村、新田村、昌集村和潭埠村。